# Giambonini
I giambonini o gianbonini e eremitani di Giovanni Bono furono frati eremitani seguaci di Giovanni Bono. La congregazione il 9 aprile 1256 fu integrata nell'Ordine di Sant'Agostino con la bolla Licet Ecclesiae catholicae di papa Alessandro IV.

## Storia

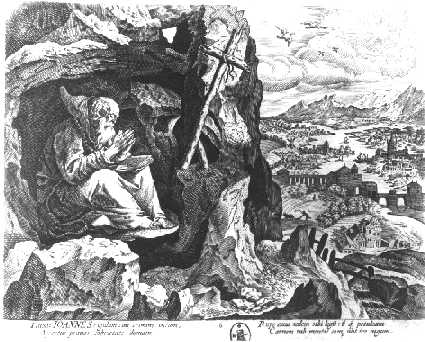
Giovanni Bono penitente opera di Raphael Sadeler

### Il fondatore
Giovanni Bono, o Gianbono, nacque a Mantova da Giovanni e Bona, in alcune antiche documentazioni viene indicato come "Zanibonus", "Jambonus", "Zanebonus".

Alla morte del padre, quando era solo quindicenne, si allontanò da Mantova, lasciando la madre, persona molto pia e devota a santa Monica girando l'Italia facendo il giullare.
Nei primi anni del 1200, Giovanni si ammalò gravemente. Promise che se fosse guarito avrebbe donato la sua vita consacrandosi a Dio. Nel 1208 si ritirò quindi in una località isolata detta Butriolo, nel cesenate a vivere una vita da anacoreta, in preghiera e penitenza. Alla sua vita eremitica di preghiera e digiuno, si unirono molti giovani, formando l'istituto dei giambonini.

### I giambonini
Giovanni Bono quando il gruppo dei seguaci che condividevano le sue scelte si fece più numeroso, chiese al vescovo Oddo di Cesena l'approvazione del movimento. Questi diede un giudizio favorevole ponendolo come istituto diocesano sotto la propria giurisdizione.

Fu scelto l'abito eremitico da indossare, un semplice saio legato in vita da una cintura. I seguaci fecero la dichiarazione di fede al vescovo, accettando i costumi e gli usi imposti e dal 1215 accettando come regola quella agostiniana, approvata dal Papa Alessandro IV nel 1225 con la formula "Ego NN. facio professionem et promitto obedientiam Deo et B. Mariae et tibi Priori Fratrum Eremitarum S. Mariae de Caesena tuisque successoribus usque ad mortem secundum Regulam B. Augustini et Constitutiones fratrum istius loci".
Furono presto numerosi gli aderenti alla congregazione provenienti anche da altre diocesi, tra questi alcuni preti e canonici. Per questo l'istituto passò dall'essere laico, a clericale. Gianbono fu nominato priore maggiore aiutato da alcuni definitori. Dovette, però ben presto, lasciare l'incarico per mancanza di studi, lasciando il titolo nel 1243 a fra Matteo suo conterraneo. Dopo il 1240 la congregazione si espanse oltre la diocesi cesenate, incorporando nuovi o già esistenti gruppi e creando le prime comunità a Faenza e a Mantova. I membri della congregazione si chiaravano Fratres et Sorores Poenitentes Joannis Boni..
Molti frati andarono verso nord per aprire nuovi conventi, cercando sempre di mantenere l'autonomia dalle diocesi delle località di appartenenza, e la bolla del 26 aprile 1246 Religiosam vitam eligentibus ottennero da Guglielmo Fieschi, nipote del papa, l'immunità dalle giurisdizioni vescovili con l'assoggettamento diretto al papa su tutte le domus dell'istituto con la conferma di piena proprietà dei loro possedimenti e beni. Il documento fu redatto a Lione presso la curia di papa Innocenzo IV.

### Lo scisma
Quando nei conventi fuori dalla diocesi di Cesena si scelse di modificare la regola che imponeva obbedienza alle disposizioni del convento di santa Maria di Cesena in: in obbedienza alle costituzioni dell'ordine, iniziarono dissidi tra i diversi istituti, quelli residenti nella diocesi non voleva andare contro il vescovo e fra Matteo si nominò solo Priore maggiore di Cesena. Nel 1249 fu convocato a Ferrara il Capitolo cui partecipò anche l'anziano Giovanni Bono, consapevole del momento difficile che viveva la sua congregazione, e proprio verso la fine del Capitolo morì, il 23 ottobre. I due priori provinciali Dotello o Dobello della Romagna e Lanfranco della Lombardia parteciparono alle discussioni del Capitolo. Dobello contrario ad ogni regola, aprì un controcapitolo a Cesena, fra Matteo quindi rinunciò all'incarico venendo eletto frate-sacerdote Ugone da Mantova con l'approvazione del patriarca di Aquilea, e il Capitolo si chiuse con la nuova formula della professione: N. facio professionem et promitto obedientiam Deo et B. Mariae Virgini et tibi Priori Generali Eremitarum [Johannis Boni] tuisque successoribus usque ad mortem secundum Regulam B. Augustini et Constitutiones Fratrum istius Ordinis, mentre il Capitolo di Cesena nominò fra Marco priore generale con l'approvazione del vescovo Michele da Cesena.
I due Capitoli separati non piacevano a nessuno; fu così convocato, tre anni dopo, un nuovo capitolo a Bologna sostenuto anche dal papa, al quale non parteciparono i due priori, ma inviarono ciascuno una delegazione di quattro rappresentanti sotto la direzione del cardinale Guglielmo Fieschi, diacono di Sant'Eustachio. Fu nominato il nuovo unico priore il milanese Lanfranco che era segretario di Matteo, priore di Bologna e provinciale della Lombardia. Si decise che i giambonini avrebbero portato il titolo di "Fratres Ordinis Eremitarum" senza il richiamo al beato fondatore.
Sorse un'ulteriore divergenza con i frati francescani che indossavano un abito molto simile e che ritenevano di averne avuto la precedenza. Dovette intervenire la curia romana che prescrisse ai giambonini l'uso di un saio con le maniche e la cintura larga, cappuccio e bastone di questuante con la traversa diritta. Anche i calzari dovevano essere differenti e indossati con una veste che li potesse rendere visibili, i francescani indossavano i sandali, mentre i giambonini zoccoli o scarponi chiusi. Il bastone fu abbandonato nel 1250 perché poteva essere di non esatta interpretazione dai numerosi eserciti che combattevano sul territorio. Dal documento si evince che erano circa cinquanta i frati presenti nella congregazione

### I membri
I frati giambonini si spostarono fino in: Svizzera e Baviera, in Austria e Francia nonché in alcune parti della Fiandra e dell'Inghilterra. Un documento del 5 luglio 1255 invita il priore generale a visitare gli eremiti inglesi e francesi della congregazione. Nel 1233 fra Giovanni di Gubbio fu nominato priore provinciale della circoscrizione franco-germanica. Nel territorio italiano nel 1256 erano presenti più di trecento frati giambonini.
Nel 1252 i giambonini ottennero il permesso di stabilirsi ovunque, con un riconoscimento ufficiale della congregazione.
Nel 1256 erano ventotto i conventi fondati dai frati eremitani. I giambonini che erano l'istituzione più conosciuta, furono unificati all'Ordine Eremitano di Sant'Agostino. con altre cinque congregazioni eremitiche, il 9 aprile con la bolla Licet Ecclesiae Catholicae. Vi era la preoccupazione che il proliferare di molte comunità differenti potessero creare contrasti nella chiesa, che doveva mantenersi unita. La bolla richiamava l'unità contro l'eresia che minacciava l'integrità della chiesa disconoscendo la perfezione e la santità che era unica del papa:  «religiosa castra militiae vestrae ad hostiles spiritualis nequitiae impetus conterendos».